# Hisashi
Hisashi Tonomura (jap. 外村尚 Tonomura Hisashi;  ur. 2 lutego 1972 roku w Hirosaki, Aomori) – muzyk, jeden z gitarzystów japońskiego zespołu rokowego Glay.

## Piosenki w wykonaniu Hisashi
- Cynical (singel "Ikiteku tsuyosa")
- Doku Roku (album Review, z Takuro)
- Neuromancer (singel "a Boy ~zutto wasurenai")
- Ai (singel "Soul Love")
- Surf Rider (singel "Missing You")
- Denki Iruka Kimiyouna Shikou (album One Love)
- Prize (album One Love)
- Giant Strong Faust Super Star (singel "Mata Kokode aimashou")
- 17ans (album Rare Collectives vol.2)
- 17bars (album Rare Collectives vol.2)
- Brothel Creepers (singel "Aitai Kimochi", z Takuro)
- Coyote, colored darkness (album "The Frustrated")
- The Frustrated (album The Frustrated, z Takuro, pod  pseudonimem "Kombinat-12")
- High Communications (album The Frustrated z Takuro, pod pseudonimem "Kombinat-12")
- World’s End (album Love is Beautiful)
- Chronos (singel "Say Your Dream")
- Burning chrome (album The Great Vacation Vol.1 SuperBest of Glay)
- Synchronicity (album The Great Vacation Vol.1 SuperBest of Glay)
- Tokyo vice terror (album The Great Vacation Vol.2 SuperBest of Glay)
- 1988 (album The Great Vacation Vol.2 SuperBest of Glay)
- Kaze ni hitori (album Glay)
- EverKrack (singel "G4・II -The Red Moon")
- Kaie (minialbum "Hope and The Silver Sunrise")